# Hjältarna (musikgrupp)
Hjältarna var ett dansband från Sverige. 2001 vann man svenska dansbandsmästerskapen, hösten 2002 lades bandet ner. 

## Bandmedlemmar (urval)
- Henrik Sethsson – sång
- Jana Vähämäki - sång
- Pasi Oksman - keyboard
- Micke Petäjämaa - trummor
- Jan ¨Jappe¨ Pettersson - bas
- Per Klein - gitarr

## Låtar som testades på Svensktoppen men missade listan
- Om du bara ville - 1998
- Som varje flod - 2000
- Nattens hemlighet - 2001